# 5380 Sprigg
Az 5380 Sprigg (ideiglenes jelöléssel 1991 JT) a Naprendszer kisbolygóövében található aszteroida. Robert H. McNaught fedezte fel 1991. május 7-én.